# Andrena jalalabadensis
Andrena jalalabadensis är en biart som beskrevs av Warncke 1974. Andrena jalalabadensis ingår i släktet sandbin, och familjen grävbin. Inga underarter finns listade i Catalogue of Life.